# Литвин, Виталий Яковлевич
Вита́лий Я́ковлевич Литви́н (род. 20 октября 1944) — советский и российский дипломат. Чрезвычайный и полномочный посол (1998).

## Биография
В 1972 году окончил МГИМО МИД СССР. Владеет французским, английским и итальянским языками. Кандидат юридических наук (1982).
На дипломатической работе с 1972 года.
- В 1972—1976 годах — работал в Генеральном консульстве в Касабланке (Марокко) и в Посольстве в Марокко (Рабат).
- В 1976—1979 годах — третий секретарь, второй секретарь Первого отдела Африки МИД СССР.
- В 1980—1985 годах — первый секретарь Посольства СССР в Сенегале.
- В 1985—1987 годах — заведующий сектором Второго африканского отдела МИД СССР.
- В 1987—1988 годах — слушатель Курсов усовершенствования руководящего состава при Дипломатической академии.
- С 30 июня 1988 по 18 марта 1991 года — чрезвычайный и полномочный посол СССР в Республике Нигер.
- С 18 марта 1991 по 6 февраля 1996 года — чрезвычайный и полномочный посол СССР/Российской Федерации в Республике Камерун[1].
- С 7 августа 1992 по 6 февраля 1996 года — чрезвычайный и полномочный посол Российской Федерации в Республике Экваториальная Гвинея по совместительству[2][3].
- В 1996—1998 годах — заместитель директора, и. о. директора Четвёртого департамента стран СНГ МИД России.
- В 1998—2001 годах — посол по особым поручениям МИД России.
- В 2001—2005 годах — представитель Российской Федерации при Ватикане и при Мальтийском ордене по совместительству[4][5][6].
- В 2005—2010 годах — начальник Управления международных связей Аппарата Совета Федерации Федерального собрания Российской Федерации.
- С 2010 года — в.н.с. Центра исследований проблем войны и мира ИМИ МГИМО (У) МИД России[7].

## Семья
Женат, имеет сына.

## Дипломатический ранг
- Чрезвычайный и полномочный посланник 1 класса (18 марта 1991)[8]
- Чрезвычайный и полномочный посол (17 сентября 1998)[9]

## Классный чин
- Действительный государственный советник Российской Федерации 2 класса (31 января 2007)[10]

## Использованная литература
- Кто есть кто в России и в ближнем зарубежье: Справочник. — М: Издательский дом «Новое время», «Всё для Вас», 1993. ISBN 5-86564-033-X